# Нервовий зрив
Нервовий розлад (нервовий зрив) — гострий, обмежений за часом психічний розлад , що проявляється в першу чергу як серйозна стрес-індукована депресія, тривожність, параноя, і дисоціації в раніше функціональній особистості, до такої міри, що вона більше не в змозі функціонувати в повсякденній діяльності, поки стан не буде усунуто. Нервовий зрив визначається його тимчасовим характером і часто тісно пов'язаний з психологічним вигорянням, важкою перевтомою, позбавленням сну, і подібними стресорами, які можуть загалом значно знизити психічні функції індивіда. Нервовий зрив може тривати від декількох годин за раз, до кількох місяців. Ці терміни можуть варіюватися між різними людьми, як і їх реакції на нервовий розлад.

## Визначення
Термін «нервовий зрив» не був формально визначеним за допомогою медичних діагностичних систем, таких як DSM-5 і МКБ-10, і майже не зустрічається в сучасній науковій літературі.
Хоча «нервовий зрив» не є суворо визначеним поняттям, багато експертів в області охорони здоров'я сьогодні посилаються на нервовий зрив, як «сучасна криза психічного здоров'я людини».
Нервові зриви часто бувають викликані серйозними психічними розладами.

## Ознаки та симптоми
Одним з основних симптомів нервового зриву є депресія. Людина в депресії може відчувати втрату або збільшення ваги (часто через зміни апетиту), суїцидальні думки, втрату інтересу до соціального, сімейного або трудового життя, безсоння або гіперсомнію, виснаження або втому і почуття безнадійності або марності. Інший симптом зриву це тривожність, що може призвести до збільшення артеріального тиску, запаморочення, тремтіння, або відчуття тяжкого занедужання. Панічні атаки дуже схожі на психічні зриви, але також можуть бути симптомами у деяких випадках. Труднощі з диханням і страх, разом зі швидким серцебиттям можуть виникнути у тих, хто переживає панічну атаку. У важчих випадках нервового зриву, людина може відчувати перепади настрою, галюцинації, параною. У кожному з цих важких випадків може бути більш серйозна основна проблема, яка викликала психічні розлади. Галюцинації можуть вказати на шизофренію або інші розлади, пов'язані з психозом, коливання настрою може вказати на біполярний розлад або інші розлади настрою (або розлади особистості, такі як БЛД). Тяжкість кожного з цих розладів і симптомів може відрізнятися в залежності від людини.

## Причини
Причини таких зривів можуть бути різними. У 1996 році дослідження показало, що проблеми в інтимних стосунках, такі як розлучення або роздільне проживання подружжя, сприяли 24 % нервових зривів. На проблеми на роботі та в школі припадало 17 % випадків, і на фінансові проблеми 11 %. Опитування показують, що в Сполучених Штатах, проблеми зі здоров'ям стали втрачати своє значення як чинника нервових зривів. Проблеми зі здоров'ям становили 28 % від нервових зривів в 1957 році, 12 % в 1976 році, і лише 5,6 % в 1996 році.
Нервовий зрив дуже схожий на панічну атаку. Стрес є основною причиною в обох випадках, і вони обидва тимчасові.[джерело?] Під час нервового зриву, емоційний стан людини переходить від здатності справлятися з життєвими стресами, в стан повного перевантаження до такої міри, що нормальне функціонування порушується.[джерело?] Симптомами є надмірне занепокоєння, нервозність, страх, тривога. Ці стани супроводжуються різними неприємними відчуттями, які часто узагальнено називають «поганим настроєм» чи сумом.[джерело?]
Нервовий зрив не обмежується якимось одним типом людини: кожен може захворіти, але якщо хтось перебуває під великою напругою і має родинну історію психічних розладів, він з більшою ймовірністю захворіє сам.

## Лікування
Лікарські засоби, які можуть бути запропоновані для тих, хто має нервовий зрив ґрунтуються на базових причинах, які іноді є більш серйозними психічними розладами. Антидепресанти призначаються для лікування депресії. Анксіолітики використовуються для тих, хто має тривожні розладами. Нейролептики використовуються при шизофренії, в той час, як стабілізатори настрою допомагають з біполярним розладом.
Є кілька різних видів лікування, які пацієнт може отримати. Найпоширенішим видом лікування є консультація, під час якої пацієнт може обговорювати все, що прийде на розум, не побоюючись бути осудженим.
Психотерапія розв'язує поточні проблеми в житті людини та допомагає їй впоратися з ними. Минулий досвід також може бути розглянутий.